# Grundsjöarna (Vilhelmina socken, Lappland, 724077-146887)
Grundsjöarna är en sjö i Vilhelmina kommun i Lappland och ingår i Ångermanälvens huvudavrinningsområde. Sjön har en area på 0,145 kvadratkilometer och ligger 787,4 meter över havet. Grundsjöarna ligger i Daune Natura 2000-område.

## Delavrinningsområde
Grundsjöarna ingår i det delavrinningsområde (724132-146942) som SMHI kallar för Utloppet av Grundsjöarna. Medelhöjden är 812 meter över havet och ytan är 1,26 kvadratkilometer. Det finns inga avrinningsområden uppströms utan avrinningsområdet är högsta punkten. Vattendraget som avvattnar avrinningsområdet har biflödesordning 3, vilket innebär att vattnet flödar genom totalt 3 vattendrag innan det når havet efter 401 kilometer. Avrinningsområdet består mestadels av skog (53 procent), öppen mark (11 procent) och kalfjäll (25 procent). Avrinningsområdet har 0,14 kvadratkilometer vattenytor vilket ger det en sjöprocent på 11,1 procent.